# کوچوک کالتین‌بلاغ (گوله)
کوچوک کالتین‌بلاغ (به ترکی استانبولی: Küçükaltınbulak) یک منطقهٔ مسکونی در ترکیه است که در گوله (شهر) واقع شده‌است.